# Révolution tricolore
 (avril 2025).
Si vous disposez d'ouvrages ou d'articles de référence ou si vous connaissez des sites web de qualité traitant du thème abordé ici, merci de compléter l'article en donnant les références utiles à sa vérifiabilité et en les liant à la section « Notes et références ».
La révolution tricolore (espagnol : Revolución tricolor) est un soulèvement armé qui se déroula en Uruguay, de septembre à décembre 1875. Les révolutionnaires essayèrent de mettre fin au régime autoritaire du président Pedro Varela, mais furent rapidement vaincus par les troupes gouvernementales.

## Débuts
Au lendemain du coup d’État qui le porta au pouvoir, en janvier 1875, Pedro Varela expulsa les principaux dirigeants de l'opposition (les « principistas ») vers Cuba, à bord du Puig - un navire réquisitionné pour l'occasion. Mais les exilés débarquèrent finalement à Charleston, aux États-Unis, avant de s'installer à Buenos Aires où ils créèrent un Comité de guerre dès le mois de mars. Ce dernier était dirigé par José María Muñoz, qui prit rapidement contact avec plusieurs caudillos blancos, notamment Ángel Muniz et José María Pampillón.
L'adhésion ne fut pas massive car Timoteo Aparicio - la grande figure du Parti national - soutenait le gouvernement depuis que ce dernier s'était engagé à respecter la Paix d'Avril (qui avait mis fin à la révolution des Lances). Le mouvement prit le nom de « révolution tricolore » en référence au drapeau des Trente-trois Orientaux ; pour bien montrer son caractère national, sa volonté de dépasser les divisions traditionnelles. Pourtant, des incidents éclatèrent car certains caudillos continuèrent à utiliser les références du parti blanco.

## Organisation
L'organisation du mouvement laissa à désirer. Il n'y eut pas de coordination militaire car les dirigeants se méfiaient les uns des autres, et Ángel Muniz - auréolé d'un grand prestige, en raison de sa participation à la révolution des Lances – n'assura qu'en théorie le commandement : dans la réalité, l'entreprise résultait d'initiatives individuelles. Enfin, Andrés Lamas (membre du Comité et partisan résolu de la lutte armée contre le régime) quitta Buenos Aires pour Montevideo où il accepta les ministères des Finances et des Affaires étrangères proposés par son ennemi de la veille, le président Pedro Varela. En juillet, le Comité de guerre fit publier une proclamation. Cette dernière, rédigée par José Pedro Ramírez y Ambrosio Carranza, accusait le gouvernement d'une « série ininterrompue d'attaques inouïes contre les institutions représentatives, les libertés, la sécurité individuelle, la foi publique, la propriété privée, la paix et les relations internationales ».

## Combats
Le 7 septembre, le colonel Atanasildo Saldaña souleva la division Salto et affronta Simón Martínez, le commandant d'un corps de l'Armée nationale, à Palomas, le 13 octobre : les deux camps se déclarèrent vainqueurs. Entre-temps, le colonel Julio Arrúe entra dans le pays par le département de Soriano, occupa Mercedes et remporta, le 7 octobre, une victoire sur les troupes gouvernementales commandées par le colonel Carlos Gaudencio à Perseverano, sur les rives du fleuve San Salvador. C'est au cours de ce combat que les révolutionnaires utilisèrent - pour la première fois en Uruguay - les fusils Remington de 11 mm, à chargement par la culasse. L'armée régulière adopta rapidement la nouvelle arme et s'en réserva le monopole par la loi du 8 mai 1876.
Mais ces succès ne purent occulter la supériorité des troupes gouvernementales. Dès le 5 octobre, lors de la bataille de Guayabos (département de Paysandú), les révolutionnaires essuyèrent un revers face aux troupes du général Nicasio Borges (le chef de son avant garde - le colonel Dionisio Irigoyen – fit alors exécuter plus de 400 prisonniers et blessés). À Carreta Quemada (département de San José), le caudillo José María Pampillón fut défait par son ancien chef, Timoteo Aparicio, qui combattait sous les ordres du gouvernement. Enfin, le 20 décembre, Lorenzo Latorre – le ministre de la Guerre – détruisit les dernières forces de Ángel Muniz : la révolution tricolore était terminée.